# Francesinha
La francesinha è un tipico piatto portoghese fatto a sandwich preparato con fette di pane in cassetta tostato, farcite con vari tipi di carne e prosciutto cotto, ricoperte con il formaggio fuso e sormontate da un uovo fritto.

## Ingredienti
Viene preparato con due fette di pane in cassetta farcite con salsiccia fresca, fiambre (un prosciutto cotto tipico del Portogallo), linguiça, salumi e una bistecca di manzo, il tutto ricoperto con formaggio fuso e infornato in una terrina di terracotta con un'abbondante salsa a base di pomodoro, birra e peperoncino. Facoltativamente, può essere servito sormontato da un uovo fritto e su un letto di patate fritte ed accompagnate in genere da un boccale di birra.
L'invenzione della francesinha è attribuito a Daniel da Silva, un emigrante portoghese ritornato da Francia e Belgio, che nel 1960 cercò di adattare il croque-monsieur al gusto portoghese.
Si tratta di un piatto molto popolare a Porto, anche se può essere talvolta trovato altrove in Portogallo. La salsa per la francesinha viene venduta anche già pronta nei supermercati.